# Loxbeare
Loxbeare is een civil parish in het bestuurlijke gebied Mid Devon, in het Engelse graafschap Devon. In 2011 telde het civil parish 162 inwoners. Loxbeare komt in het Domesday Book (1086) voor als 'Lochesbere' / 'Lochesbera'.